# André Osterberger
André Léon Osterberger (ur. 26 października 1920 w Laignes, zm. 18 stycznia 2009 w Yssingeaux) – francuski lekkoatleta, młociarz.
Na mistrzostwach Europy w 1950 zajął 12. miejsce w eliminacjach z rezultatem 46,45 i nie awansował do finału.
Podczas igrzysk olimpijskich w Helsinkach (1952) zajął 30. miejsce w eliminacjach z wynikiem 47,87 i nie awansował do finału.
Trzykrotny medalista mistrzostw Francji (brąz w 1950, srebro w 1951 oraz złoto w 1952).
Dwukrotnie ustanawiał rekordy kraju:
- 51,66 (1 października 1950, Colombes)
- 52,95 (22 maja 1952, Oignies)

## Rekordy życiowe
- rzut młotem – 52,95 (1952)